# Sandberg (Düsseldorf)
Der Sandberg ist mit 164,7 m die höchste Erhebung der Stadt Düsseldorf und liegt im Stadtteil Hubbelrath. An den Hängen befindet sich ein Golfplatz, so wie auch auf dem benachbarten Schmidtberg. Die Spitze des Sandbergs ist vollständig bewaldet, außerdem befindet sich hier eine Wasserdruckerhöhungsanlage der Stadtwerke. Man findet hier Limonit sowie Kiesel als Ablagerung des Rheins.